# Nas
Nasir bin Olu Dara Jones (* 14. září 1973, Brooklyn, New York, USA), spíše známý jako Nas je americký rapper, hudebník a herec. Narodil se v New Yorku. Jeho otec je jazzman Olu Dara. Výrazně ovlivnil americkou hip hopovou scénu, hlavně na východním pobřeží Spojených států. Nejznámější je jeho debutové album Illmatic, které je mnohými kritiky hodnoceno jako jedno z nejlepších hip-hopových alb.
Je také spoluzakladatelem několika labelů (imprintů) – Ill Will Records, The Jones Experience a Mass Appeal Records. V současnosti působí jako associate publisher časopisu Mass Appeal Magazine. Také vlastní jeden obchod se zbožím značky Fila.

## Dětství
Nas se narodil v Brooklynu. Jeho otcem je jazzman a bluesman Olu Dara, pocházející z Mississippi, jeho matkou byla Fannie Ann Jones. Má bratra, který se také věnuje rapu pod pseudonymem Jungle ve skupině Bravehearts. Ve čtyřech letech začal hrát na trumpetu, v devíti letech, poté, co se přestěhovali do čtvrti Queens, začal psát texty. Rapovým mentorem mu byl jeho soused Willy „Ill Will“ Graham. Po rozvodu jeho rodičů v roce 1985 jej vyhodili ze školy. Nas se začal sám vzdělávat četbou o africké kultuře, Bible, Koránu a textů Nuwaubianismu.

## Hudební kariéra

### Počátky a Illmatic (1989–94)
Během dospívání začal rapovat a svého nejlepšího přítele Willyho „Ill Will“ Grahama učinil svým DJ, sám začal používat pseudonym Kid Wave a později Nasty Nas. Na konci osmdesátých let si ho všiml producent Large Professor, který mu dal prostor nahrávat v profesionálním studiu. Po několika show na počátku devadesátých let 20. století, se jeho manažerem stal MC Serch, který ho roku 1992 přivedl ke Columbia Records. Jeho prvním singlem byla píseň „Halftime“, která se objevila na soundtracku k filmu Zebrhead.
V roce 1994 vydal svůj debut Illmatic. MTV toto album označilo za „klasické LP roku 1994“. Úspěch alba přivedl Nase k hostování na dalších albech rapperů AZ, Mobb Deep, Raekwona a Kool G Rap. Zajímavostí je, že album Illmatic nejdříve zaznamenal slabé prodeje a zlatým se stal až o dva roky později v roce 1996, certifikaci platinová deska album získalo až v roce 2001, tedy sedm let po vydání. Celkem se ho v USA prodalo 1 654 000 kusů. Úspěšnější písní z alba byl singl „It Ain't Hard to Tell“.

### It Was Written a The Firm (1994–97)
Společnost Columbia Records ho přiměla, aby na dalším albu zněl více komerčně a nahrál písně i pro rádia. Album It Was Written bylo vydáno v červenci 1996. Ústředními písněmi byly velmi úspěšné singly „If I Ruled the World“ (ft. Lauryn Hill) a „Street Dreams“, které byly podpořeny vysokorozpočtovými hudebními klipy. Album debutovalo na prvním místě žebříčku Billboard 200 a celkem se ho v USA prodalo 2 595 000, čím je jeho nejprodávanějším albem v kariéře. Úspěch singlů i alba ho vyhoupl na výši žánru.
V roce 1996 také založil skupinu The Firm, která se mimo něj skládala z rapperů AZ, Foxy Brown a Cormega, který byl brzy nahrazen rapperem Nature. Nas v této skupině používal pseudonym Nas Escobar po kolumbijském drogovém baronovi – Pablo Escobarovi. Se skupinou vydal album nazvané The Firm – The Album, které se stalo zlatým. Skupina se v roce 1998 rozpadla.

### I Am... Nastradamus (1998–00)
Ke konci roku 1997 začal pracovat na dvojalbu I Am... The Autobiography, které mělo v každé písni postupně popsat jeho dosavadní život. Během nahrávání také hrál ve svém prvním filmu Belly. Album bylo hotové roku 1999. Většina z písní však unikla na internet, album I Am... The Autobiography tak bylo jedním z prvních major alb, které unikly ve formátu MP3 na internet. Nas se rozhodl tento projekt zrušit a v rychlosti nahrál nové standardní album I Am.... Singly „Nas Is Like“ a „Hate Me Now“ (ft. Puff Daddy) se umístily v druhé polovině US hitparády. Album opět debutovalo na první příčce a zaznamenalo celkový prodej 2 178 000 kusů.
Téhož roku se v Columbia Records rozhodli vydat nevydaný materiál z původního projektu jako samostatné album Nastradamus, Nas však na poslední chvíli rozhodl, že nahraje nový materiál. Na albu Nastradamus, vydaném v listopadu 1999, se tak objevily pouze tři písně z původního konceptu. Album debutovalo na sedmé příčce a prodalo se ho 1 262 000 kusů. Z alba pochází lehce úspěšný singl „You Owe Me“ (ft. Ginuwine).
Roku 2000 na svém vlastním labelu Ill Will Records vydal kompilační album QB's Finest, které sdružovalo rappery ze čtvrti Queens. Album získalo certifikaci zlatá deska. Kritici však vnímali, že jeho kariéra upadá a jeho alba z let 1999 a 2000 označili za nekonzistentní.

### Stillmatic a God's Son (2001–03)
Roku 2001 se rozhořel jeho spor s rapperem Jay-Z. Ten nahrál píseň „Takeover“, v které ho označil za falešného. Nas odpověděl v písni „Ether“, v které Jay-Z připodobnil k Joe Camelovi, maskotu cigaret Camel. Píseň se objevila i na jeho pátém studiovém albu.
Stillmatic bylo vydáno v prosinci 2001. Umístilo se na páté příčce žebříčku Billboard 200 a znovu se ho prodalo přes dva miliony kusů, konkrétně 2 179 000 ks, a to díky singlům „Got Ur Self A...“ a hlavně „One Mic“.
Následně Jay-Z znovu otevřel spor, když nahrál píseň „Supa Ugly“, v které se svěřil, že měl poměr s Nasovou tehdejší přítelkyní. V anketě pořádané newyorskou rádiovou stanicí Hot 97 však spor, dle posluchačů, vyhrál Nas. Spor s Jay-Z i úspěch alba znovu přivedl Nase na vrchol zájmu. Columbia Records proto vydala kompilační album nezveřejněného materiálu z let 1997–2001. Kompilační album The Lost Tapes bylo vydáno v září 2002 a prodalo se ho 361 000 kusů jen v USA.
V prosinci 2002 již dokončil své šesté studiové album God's Son. To se umístilo na dvanácté příčce a zaznamenalo prodej 1 362 000 kusů v USA. Uváděl ho úspěšný singl „Made You Look“ a posléze i ještě úspěšnější „I Can“. Roku 2003 vydal DVD ze své tour nazvané Made You Look: God's Son Live.

### Street's Disciple (2004–06)
Dvojalbum Street's Disciple vydal v listopadu 2004. Debutovalo na páté příčce v US hitparádě a získalo certifikaci platinová deska, jelikož však šlo o dvojalbum stačila polovina prodeje. Prodej činil 724 000 kusů. Tím znovu jeho vliv a obliba upadla. Jediným singlem, který se dostal do hitparád byla píseň „Bridging the Gap“, na které hostoval jeho otec, hudebník Olu Dara.
Roku 2005 ho ve své písni „Piggy Bank“ dissoval rapper 50 Cent, Nas však nikdy neodpověděl. K překvapení všech v říjnu téhož roku vystoupil na koncertu „I Declare War“, který pořádal Jay-Z a společně tam ukončili svůj spor. O rok později byl upsán k labelu Def Jam Recordings, který v té době řídil právě Jay-Z.

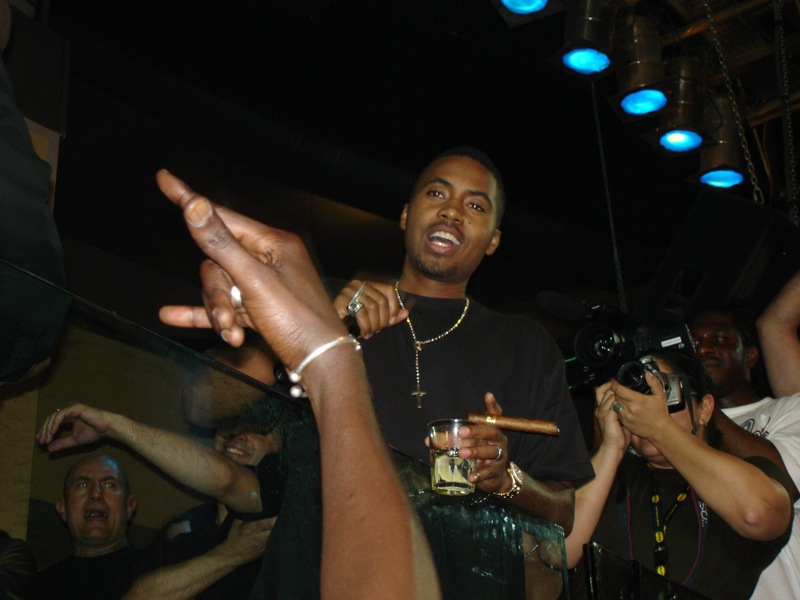
Nas při vystoupení v roce 2007

### Hip Hop Is Dead a Untitled (2006–08)
Na svém novém podlabelu The Jones Experience u Def Jam Recordings v prosinci 2006 vydal album Hip Hop Is Dead, které mělo ukázat jeho nesouhlas se stále větší komercializací hip-hopu. Album se umístilo na první příčce žebříčku Billboard 200 (poprvé za sedm let) a prodalo se ho 785 000 kusů. Úspěšným singlem se stala píseň „Hip Hop Is Dead“ (ft. will.i.am). Za zmínku stojí i velmi propagovaná spolupráce s Jay-Z na písni „Black Republicans“.
Roku 2006 byl skrze MTV vyhodnocen pátým nejlepším rapperem všech dob. Webová stránka About.com a časopis Prefix označili jeho album Illmatic nejlepším rapovým albem všech dob.
V roce 2007 oznámil, že jeho další album ponese název Nigger (česky Negr). To vyvolalo spoustu kontroverze a sklidilo kritiku od progresivistických i pravicových komentátorů. Postupně se od nápadu odtahovala i nahrávací společnost, která se bála, že by řetězce mohly odmítnout prodávat album s rasistickým názvem. Velkou kritiku sklidil od politického komentátora stanice Fox News Billyho O'Reillyho, který mu vyčítal jeho texty o násilí, které dle něj negativně ovlivňují společnost.
Album bylo vydáno v červenci 2008 jako Untitled (česky Bez názvu). Debutovalo na první příčce a prodalo se ho lehce 480 000 kusů v USA. Z alba pochází singl „Hero“ (ft. Keri Hilson).

### Distant Relatives a Life Is Good (2009–12)
V roce 2009 oznámil, že vydá album s reggae zpěvákem Damianem Marleyem. Album Distant Relatives bylo vydáno v květnu 2010. Debutovalo na páté příčce a prodalo se ho přes 100 tisíc kusů.
Od roku 2008 také pracoval na svém desátém studiovém albu. Life Is Good bylo vydáno v červenci 2012 a debutovalo na první příčce žebříčku Billboard 200, jako již jeho páté. Album také znovu získalo velmi kladné kritiky. Žádný ze singlů se však do hitparád nedostal. Celkem se v USA prodalo 380 000 kusů.

### Mass Appeal (2013–14)
V roce 2013 investoval do společnosti vydávající časopis Mass Appeal Magazine, který tím zachránil před bankrotem. Vkladem se stal spoluvydavatelem. V květnu 2014 spoluzaložil nezávislý hudební imprint label Mass Appeal Records; druhým spoluzakladatelem labelu je podnikatel Peter Bittenbender, který dříve založila label Decon Records. Distributorem nahrávek bude společnost RED Distribution. Jako první u labelu vyjde kompilační album upsaných umělců s názvem Mass Appeal Compilation vol.1, a to 16. září 2014. V budoucnu, až splní smlouvu u Def Jam Recordings, chce Nas vydávat svá řadová alba právě u Mass Appeal. Ještě předtím ale plánuje vydání deset let odkládaného kompilačního alba starších, ale dříve nezveřejněných písní s názvem Lost Tapes 2.

### The Get Down, Nasir a (2016–19)
V roce 2015 se jako výkonný producent podílel na výrobě televizního seriálu The Get Down, který vznikl pro Netflix. Seriál se točí kolem vzniku hip-hopu jako hudebního žánru v 70. letech 20. století. Nas se rovněž podílel na soundtracku k seriálů a v sérii působí také jako úvodní vypravěč. Seriál měl v USA premiéru v srpnu 2016.
Jeho jedenácté studiové album Nasir bylo vydáno 15. června 2018 pod společnostmi Mass Appeal Records a Def Jam Recordings. Album bylo čtvrtým z pěti alb, které spadají do projektu hudebního producenta Kanyeho Westa, který vytvořil ve studiu v Jackson Hole ve Wyomingu. Alba z tohoto projektu spojuje West jakožto výkonný producent, délka alba (vždy sedm písní) a týdenní frekvence zveřejňování alb. Album Nasir debutovalo na 5. příčce žebříčku Billboard 200 se 77 000 prodanými kusy (po započítání streamů).

### Spolupráce s Hit-boyem: King’s Disease I a II, Magic (2020–...)
V srpnu 2020 vydal singl „Ultra Black“ (ft. Hit-Boy), který uvedl jeho třinácté studiové album King’s Disease. Album vyšlo u jeho nezávislého labelu Mass Appeal Records. V roce 2021 bylo album oceněno cenou Grammy za nejlepší rapové album, jako Nasovo první. Šlo tím o jeho první proměněnou nominací na cenu Grammy, a to ze 14, které posbíral za svou kariéru Album zahájilo éru Nasovi blízké spolupráce s producentem Hit-Boyem, který kompletně produkoval album King’s Disease (2020) a následující King's Disease II (2021) a Magic (2021).

## Osobní život
V roce 1994 mu jeho, dnes již bývalá, přítelkyně Carmen Bryan porodila dceru, kterou pojmenovali Destiny.
Roku 2005 se po dvouletém vztahu oženil se zpěvačkou Kelis. V dubnu 2009 však požádala o rozvod z důvodu rozdílu povah, názorů a zájmů. V červenci téhož roku Kelis porodila Nasova syna pojmenovaného Knight. Pár byl rozveden v květnu 2010.

## Diskografie

### Studiová alba
| Rok  | Album                                                                          | Nejvyšší umístění v hitparádě | Nejvyšší umístění v hitparádě | Nejvyšší umístění v hitparádě | Nejvyšší umístění v hitparádě | Nejvyšší umístění v hitparádě | Ocenění                               |
| Rok  | Album                                                                          | US 200                        | US Hip-Hop                    | US Rap                        | UK                            | CAN                           | Ocenění                               |
| ---- | ------------------------------------------------------------------------------ | ----------------------------- | ----------------------------- | ----------------------------- | ----------------------------- | ----------------------------- | ------------------------------------- |
| 1994 | Illmatic - Vydáno: 19. dubna 1994 - Vydavatel: Columbia Records                | 12                            | 2                             | *                             | -                             | -                             | US: platinové CAN: zlaté              |
| 1996 | It Was Written - Vydáno: 2. července 1996 - Vydavatel: Columbia Records        | 1                             | 1                             | *                             | 38                            | -                             | US: 2x platinové CAN: platinové       |
| 1999 | I Am... - Vydáno: 6. dubna 1999 - Vydavatel: Columbia Records                  | 1                             | 1                             | *                             | 31                            | 2                             | US: 2x platinové CAN: platinové       |
| 1999 | Nastradamus - Vydáno: 23. listopadu 1999 - Vydavatel: Ill Will, Columbia       | 7                             | 2                             | *                             | -                             | -                             | US: platinové CAN: zlaté              |
| 2001 | Stillmatic - Vydáno: 18. prosince 2001 - Vydavatel: Ill Will, Columbia         | 5                             | 1                             | *                             | -                             | -                             | US: platinové CAN: zlaté              |
| 2002 | God's Son - Vydáno: 13. prosince 2002 - Vydavatel: Ill Will, Columbia          | 12                            | 1                             | *                             | 57                            | -                             | US: platinové CAN: zlaté UK: stříbrné |
| 2004 | Street's Disciple - Vydáno: 30. listopadu 2004 - Vydavatel: Ill Will, Columbia | 5                             | 2                             | *                             | 45                            | -                             | US: platinové CAN: zlaté UK: stříbrné |
| 2006 | Hip Hop Is Dead - Vydáno: 19. prosince 2006 - Vydavatel: Columbia, Def Jam     | 1                             | 1                             | 1                             | 68                            | 45                            | US: zlaté                             |
| 2008 | Untitled - Vydáno: 15. července 2008 - Vydavatel: Columbia, Def Jam            | 1                             | 1                             | 1                             | 23                            | 5                             | US: zlaté                             |
| 2012 | Life Is Good - Vydáno: 17. července 2012 - Vydavatel: Def Jam                  | 1                             | 1                             | 1                             | 8                             | 2                             | US: /                                 |
| 2018 | Nasir - Vydáno: 15. června 2018 - Vydavatel: Mass Appeal, Def Jam              | 5                             | 4                             | 4                             | 16                            | 8                             | US: /                                 |
| 2020 | King’s Disease - Vydáno: 21. srpna 2020 - Vydavatel: Mass Appeal               | 5                             | 3                             | 4                             | 24                            | 12                            | US: /                                 |
| 2021 | King’s Disease II - Vydáno: 5. srpna 2021 - Vydavatel: Mass Appeal             | 3                             | 1                             | 1                             | 20                            | 9                             | US: /                                 |
| 2021 | Magic - Vydáno: 24. prosince 2021 - Vydavatel: Mass Appeal                     | 27                            | 11                            | 5                             | —                             | 58                            | US: /                                 |
| 2022 | King’s Disease III - Vydáno: 11. listopadu 2022 - Vydavatel: Mass Appeal       | 10                            | 4                             | —                             | 48                            | 29                            | US: /                                 |
| 2023 | Magic 2 - Vydáno: 21. července 2023 - Vydavatel: Mass Appeal                   | —                             | —                             | —                             | —                             | —                             | US: /                                 |

### Kompilace
| Rok  | Album                                                                                           | Nejvyšší umístění v hitparádě | Nejvyšší umístění v hitparádě | Nejvyšší umístění v hitparádě |
| Rok  | Album                                                                                           | US 200                        | US Hip-Hop                    | US Rap                        |
| ---- | ----------------------------------------------------------------------------------------------- | ----------------------------- | ----------------------------- | ----------------------------- |
| 2002 | From Illmatic to Stillmatic: Remixes - Vydáno: 2. července 2002 - Vydavatel: Ill Will, Columbia | 132                           | 32                            | *                             |
| 2002 | The Lost Tapes - Vydáno: 24. září 2002 - Vydavatel: Ill Will, Columbia                          | 10                            | 3                             | *                             |
| 2007 | Greatest Hits - Vydáno: 6. listopadu 2007 - Vydavatel: Ill Will, Columbia                       | 124                           | 20                            | 11                            |
| 2014 | illmaticXX - Vydáno: 15. dubna 2014 - Vydavatel: Columbia, Def Jam                              | -                             | -                             | -                             |

### Spolupráce
| Rok  | Album                                                                           | Spolupráce s:       | Nejvyšší umístění v hitparádě | Nejvyšší umístění v hitparádě | Nejvyšší umístění v hitparádě | Nejvyšší umístění v hitparádě |
| Rok  | Album                                                                           | Spolupráce s:       | US 200                        | US Hip-Hop                    | US Rap                        | CAN                           |
| ---- | ------------------------------------------------------------------------------- | ------------------- | ----------------------------- | ----------------------------- | ----------------------------- | ----------------------------- |
| 1997 | The Firm: The Album - Vydáno: 21. října 1997 - Vydavatel: Aftermath, Interscope | The Firm            | 1                             | 1                             | *                             | 8                             |
| 2000 | QB's Finest - Vydáno: 21. listopadu 2000 - Vydavatel: Ill Will, Columbia        | VA                  | 53                            | 10                            | *                             | -                             |
| 2010 | Distant Relatives - Vydáno: 18. května 2010 - Vydavatel: Universal, Def Jam     | Damian Marley       | 5                             | 1                             | 1                             | 9                             |
| TBA  | Mass Appeal Compilation vol. 1 - Vydá: TBA - Vydavatel: Mass Appeal, RED        | Mass Appeal Records | TBA                           | TBA                           | TBA                           | TBA                           |

### Úspěšné singly
- 1996 – „If I Ruled the World (Imagine That)“ (ft. Lauryn Hill)
- 1996 – „Street Dreams“
- 1999 – „Nas is Like“
- 1999 – „Hate Me Now“ (ft. Puff Daddy)
- 1999 – „Nastradamus“
- 2000 – „You Owe Me“ (ft Ginuwine)
- 2001 – „Got Ur Self A...“
- 2002 – „One Mic“
- 2003 – „Made You Look“
- 2003 – „I Can“
- 2006 – „Hip Hop Is Dead“ (ft. will.i.am)

## Filmografie
- 1998 – Belly
- 1999 – In Too Deep
- 2001 – Ticker
- 2002 – John Q
- 2003 – Uptown Girls
- 2009 – Vapors